# State College
State College è un comune (borough) degli Stati Uniti d'America, situato nella Contea di Centre (Centre County) dello Stato della Pennsylvania.
Al censimento del 2010 contava 42.034 abitanti.
È una città universitaria, la cui vita praticamente ruota tutta intorno all'University Park, il campus della Pennsylvania State University, a cominciare dal nome stesso del luogo. L'università, che qui venne fondata nel 1855, è il principale motore dell'economia locale, sia direttamente sia tramite l'indotto generato dagli oltre 40.000 studenti.